# Numero Uno (groupe)
Pour les articles homonymes, voir Numero Uno.
Numero Uno est un groupe néerlandais d'Italo disco et synthpop, actif au milieu des années 1980. Durant son existence, le groupe est composé de deux frères jumeaux, Hans Keller et Rob Keller. La chanson la plus célèbre du groupe, Tora Tora, est un succès en 1984.

## Histoire
Le groupe s'appelle à l'origine Chips et se compose des frères Keller et de la chanteuse et actrice Lida Sluyter, sous la supervision du producteur Hans van Hemert. Sous ce nom, ils enregistrent quatre singles pour RCA, tous sortis en 1980 : le premier s'intitule I'm no Hero, I'm a Daro (RCA), suivi de You Name It... I'll Do It, Gimme Gum et Do the Ding. Parmi ces titres, le single le plus réussi est You Name It.... I'll Do It, qui, le 19 avril de la même année, entre à la 48e place du Top Singles Chart néerlandais, où il reste neuf semaines, atteignant la 16e place.
En 1984, les producteurs néerlandais Bolland and Bolland créent la première chanson du nouveau groupe, rebaptisé Numero Uno, un nom en italien pour rappeler le lien avec le genre Italo disco qui se développe à cette époque dans le pays. Le single, intitulé Tora Tora, devient un succès (9e en Norvège et 16e en Suède) et permet au groupe d'atteindre son pic de popularité.
Le premier (et unique) album du duo naissant, simplement intitulé Uno, sort l'année suivante dans 15 pays et atteint la première place de nombreux classements musicaux, en particulier dans les pays nordiques. La sortie de l'album est suivie d'une tournée en Europe, principalement en Scandinavie et en Allemagne. La tournée connait également un certain succès en France, en Grèce, en Espagne et en Italie. Dans les années qui suivent, deux autres singles sortent sur LP, mais ne rencontrent pas le même succès que le premier. Le duo change de nom pour devenir Keller Bros, et sort en 1989 un autre single, Margarita. 

## Discographie

### Album studio
- 1985 : Uno

### Singles
- 1980 : You Name It... I'll Do It (sous Chips)
- 1980 : I'm No Hero, I'm a Daro (sous Chips)
- 1980 : Gimme Gum (sous Chips)
- 1984 : Tora Tora Tora
- 1985 : Madonna
- 1987 : Tattoo
- 1989 : Margarita (sous Keller Bros)